# Hypocaccus formosus
Hypocaccus formosus är en skalbaggsart som beskrevs av Reichardt 1941. Hypocaccus formosus ingår i släktet Hypocaccus och familjen stumpbaggar. Inga underarter finns listade i Catalogue of Life.